# Akercocke
Akercocke ist eine britische Black-/Death-Metal-Band aus London, in deren Musik Elemente des Progressive Metals einflossen. Die Mitglieder der Band waren als praktizierende Satanisten bekannt. Sie trugen auf Fotos und gelegentlich bei Auftritten Anzüge und Krawatten. Ihr Label Earache vermarktete sie als „exzentrische englische Gentlemen“, allerdings wurden sie in der Szene aufgrund ihres Auftretens eher abfällig als „diese Satanisten in Anzügen“ bezeichnet.

## Bandgeschichte

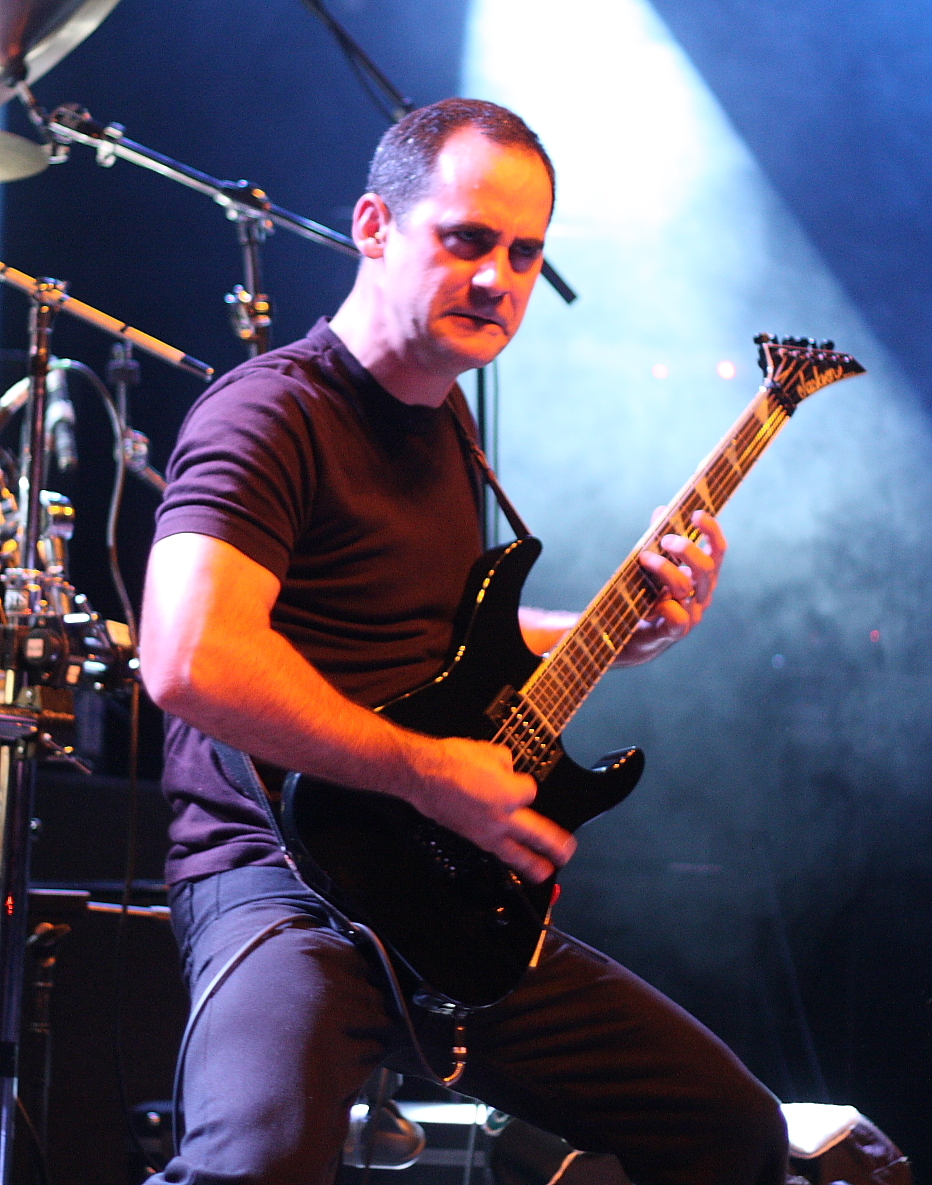
Jason Mendonca mit Akercocke (2009)

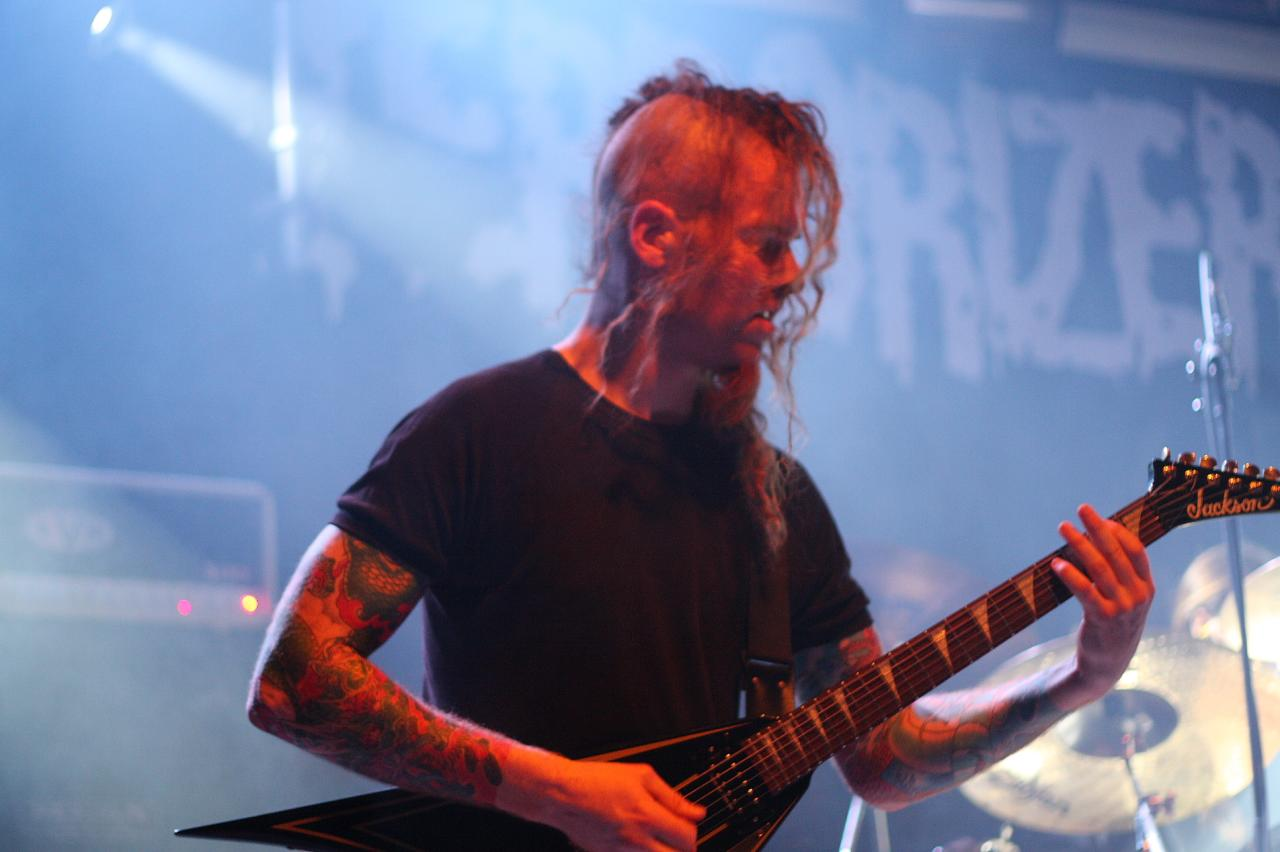
Matt Wilcock mit Akercocke (2009)

Die Band wurde 1997 von den Schulfreunden Jason Mendonca (E-Gitarre) und David Gray (Schlagzeug) gegründet. Beide hatten bis 1992 in der Band Salem Orchid gespielt, die sich 1996 neu formierte. Nachdem deren Besetzung wenig später zerbrach, beschlossen Mendonca und Gray, Akercocke zu gründen. Der Name Akercocke entstammt dem englischsprachigen Fauststoff und ist dort der Spiritus familiaris von Fausts Famulus Wagner. Als zweiter Gitarrist kam Paul Scanlan und als Bassist Peter Theobalds hinzu. Über ihr eigenes Plattenlabel Goats of Mendes veröffentlichte die Band 1999 das erste Album Rape of the Bastard Nazarene. Aufgrund der guten Resonanz wurde Akercocke von Peaceville Records unter Vertrag genommen, dort erschien 2001 The Goat of Mendes. Nachdem die Band Mitte 2003 zu Earache Records gewechselt war, wurde Ende 2003 Choronzon veröffentlicht. Ende 2004 verließ Gitarrist Paul Scanlan die Gruppe. Ersatz für ihn wurde erst im Frühjahr 2005 mit Matt Wilcock (ehemals The Berzerker) gefunden. In dieser neuen Besetzung wurde das nächste Studioalbum Words That Go Unspoken, Deeds that go Undone aufgenommen und in Europa im Oktober 2005 und in den USA im Februar 2006 veröffentlicht. Auch dieses Album wurde positiv aufgenommen. Es folgte eine Tournee durch Europa und die USA. Anfang 2007 wurde Bassist Peter Theobals durch Peter Benjamin ersetzt. Das letzte Studioalbum Antichrist wurde im Mai 2007 über Earache Records veröffentlicht. Damit war der Plattenvertrag mit Earache beendet und die Band beschloss, zum DIY-Prinzip zurückzukehren. In den darauf folgenden Jahren beschränkte sich Akercocke auf Live-Aktivitäten an Wochenenden und trat auf einigen Festivals auf. Sänger und Gitarrist Mendonca stand nur noch eingeschränkt zur Verfügung, weil er einem Job in der IT-Branche nachging und außerdem eine Familie gegründet hatte. Schlagzeuger David Gray war als Tour-Schlagzeuger mit My Dying Bride unterwegs und gründete gemeinsam mit Gitarrist Matt Wilcock das Projekt The Antichrist Imperium. 2010 verließ Wilcock Akercocke, sein Nachfolger wurde Dan Knight. Im Frühjahr 2011 trat die Band beim Inferno Metal Festival Norway auf. Seitdem pausiert Akercocke auf unbestimmte Zeit.
2017 ist die Pause beendet und mit Renaissance In Extremis erschien eine neue Veröffentlichung der Band bei Peaceville/Edel.

## Stil und Auftreten
Musikalisch gesehen begann Akercocke mit einer Mischung aus Black und Death Metal mit entsprechend satanistischen Texten. Die Mitglieder der Band betonen, auch tatsächlich Satanisten zu sein. Mit dem 2003er Album Choronzon wurde die Musik komplexer und wandelte sich mit dem 2005er Album Words That Go Unspoken, Deeds that go Undone vollständig. Die Band verband ihre „absurd brutale“ Mischung aus Death- und Black Metal mit Elementen aus dem Indie-Rock, Vokalharmonien nach dem Vorbild von Progressive-Metal-Bands wie Anacrusis und Progressive-Rock-Bands wie Rush oder Noise-Rock-Bands wie Sonic Youth, sowie Elementen der Weltmusik von Bands wie Dead Can Dance.
Charakteristisch für die Band war ihr Auftreten mit Anzug und Krawatte sowohl bei Fototerminen als auch zuweilen bei Auftritten, weshalb sie als „elitäre Lifestyle-Satanisten“ bezeichnet wurden. Mit diesem Image wollte Akercocke die Stereotypen der Black-Metal-Szene bloßstellen.

## Diskografie
- 1999: Rape of the Bastard Nazarene
- 2001: The Goat of Mendes (Peaceville Records)
- 2003: Choronzon (Earache Records)
- 2006: Words That Go Unspoken, Deeds That Go Undone (Earache Records)
- 2007: Antichrist (Earache Records)
- 2017: Renaissance in Extremis (Peaceville Records)
- 2023: Decades of Devil Worship

## Videos
- The Goat (promo video)
- Horns of Baphomet (promo video)
- Infernal Rites (promo video)
- Leviathan (promo video, 2003)
- Axiom (promo video, 2007)